# Sędzimierz (przystanek kolejowy)
Sędzimierz – zamknięty w sierpniu 1980 roku i zlikwidowany w 1984 roku przystanek osobowy w Sędzimierzu, w gminie Walim, w powiecie wałbrzyskim, w województwie dolnośląskim, w Polsce. Został otwarty w dniu 22 czerwca 1914 roku na trasie Kolei Walimskiej.